# Markens arbetskooperativ
Markens arbetskooperativ grundades 1968 på gården Marken i Norra Sandsjö, Nässjö kommun. Grundarna var Lars och Louise Danielsson och Jerker Engborg med familj som sedan tidigare bodde på gården. Tillsammans bildade de Stiftelsen Jord & Kultur som drev gården och enligt stadgarna skulle verka för biodynamisk odling, förädling av lantbruksprodukter, utveckla kollektiv verksamhet med meningsfull inriktning av arbete och gemenskap samt ta emot människor med missbruksproblem.
Arbetskooperativet utvecklades till att omfatta djurhållning, ekologisk odling, bageri med Kravmärkta produkter samt tjänsteproduktion inom lantbruk och arkitektur. Som mest försörjde gården sju vuxna med familjer och säsongspersonal.
Marken fick stor betydelse som exempel på arbetskooperativ organisation, förädling av ekologiska produkter och stöd för missbrukare. Gården var till exempel föregångare för RFHL:s verksamhet och för den produktion av livsmedel som vi i dag känner som Kravmärkt.
Tusentals personer har genom åren gjort studiebesök på arbetskooperativet, där man också tog också emot praktikanter från bland annat Syd- och Centralamerika.
Kooperativet avvecklades 1992.